# Liste von Sakralbauten in Springe
Die Liste von Sakralbauten in Springe nennt Kirchengebäude und andere Sakralbauten in Springe, Region Hannover, Niedersachsen.

## Liste
| Bild | Name                                 | Ort                   | Koordinaten                     | Konfession der Gemeinde                                          |
| ---- | ------------------------------------ | --------------------- | ------------------------------- | ---------------------------------------------------------------- |
|      | St.-Nicolai-Kirche                   | Alferde               | 52° 9′ 50,1″ N, 9° 42′ 23,5″ O  | evangelisch-lutherisch                                           |
|      | St.-Vincenz-Kirche                   | Altenhagen I          | 52° 10′ 11″ N, 9° 31′ 5,6″ O    | evangelisch-lutherisch                                           |
|      | Alte Kapelle                         | Alvesrode             | 52° 12′ 7,9″ N, 9° 36′ 6,1″ O   | evangelisch-lutherisch                                           |
|      | Kapelle                              | Alvesrode             | 52° 12′ 8″ N, 9° 35′ 46,6″ O    | evangelisch-lutherisch                                           |
|      | St.-Martin-Kirche                    | Bennigsen             | 52° 15′ 51,5″ N, 9° 38′ 0,2″ O  | evangelisch-lutherisch                                           |
|      | St. Maria v. d. Immerwährenden Hilfe | Bennigsen             |                                 | römisch-katholisch                                               |
|      | Kapelle                              | Boitzum               | 52° 8′ 58,9″ N, 9° 41′ 35,1″ O  | evangelisch-lutherisch                                           |
|      | St.-Alexandri-Kirche                 | Eldagsen              | 52° 10′ 14,4″ N, 9° 39′ 35,1″ O | evangelisch-lutherisch                                           |
|      | Allerheiligen-Kirche                 | Eldagsen              | 52° 10′ 26,4″ N, 9° 39′ 29,8″ O | römisch-katholisch                                               |
|      | Kirche                               | Gestorf               | 52° 12′ 59,9″ N, 9° 42′ 17,2″ O | evangelisch-lutherisch                                           |
|      | St.-Georg-Kirche                     | Holtensen             | 52° 9′ 30,1″ N, 9° 40′ 25,9″ O  | evangelisch-lutherisch                                           |
|      | St.-Marien-Kirche                    | Lüdersen              | 52° 15′ 11,3″ N, 9° 40′ 18,2″ O | evangelisch-lutherisch                                           |
|      | St.-Andreas-Kirche                   | Springe               | 52° 12′ 27″ N, 9° 33′ 16,7″ O   | evangelisch-lutherisch                                           |
|      | St.-Petrus-Kirche                    | Springe               | 52° 12′ 54,1″ N, 9° 32′ 24,7″ O | evangelisch-lutherisch                                           |
|      | Kreuzkirche                          | Springe               | 52° 12′ 56,6″ N, 9° 33′ 8,5″ O  | evangelisch-freikirchlich (Baptisten)                            |
|      | Christ-König-Kirche                  | Springe               | 52° 12′ 34,3″ N, 9° 33′ 3,5″ O  | römisch-katholisch                                               |
|      | Neuapostolische Kirche               | Springe               | 52° 12′ 39,2″ N, 9° 32′ 58″ O   | neuapostolisch                                                   |
|      | Kirche                               | Springe               | 52° 12′ 21,7″ N, 9° 33′ 51,2″ O | Mormonen                                                         |
|      | Masjid As Sunnah                     | Springe               | 52° 12′ 42,5″ N, 9° 33′ 13,8″ O |                                                                  |
|      | St. Hedwig                           | Völksen               | 52° 12′ 49,4″ N, 9° 37′ 3,7″ O  | ehemals römisch-katholisch, 2014 profaniert                      |
|      | Johanneskirche                       | Völksen               | 52° 12′ 56,3″ N, 9° 37′ 30,7″ O | evangelisch-lutherisch                                           |
|      | Kloster Wülfinghausen                | Kloster Wülfinghausen | 52° 8′ 27,2″ N, 9° 39′ 53,2″ O  | evangelisch-lutherisch (Communität Christusbruderschaft Selbitz) |